# Petersburg (Teksas)
Petersburg je grad u američkoj saveznoj državi Teksas. Prema popisu stanovništva iz 2010. u njemu je živjelo 1.202 stanovnika.